# Демонжен, Луи Франсуа
Луи Франсуа Демонжен (фр. Louis François Demongin; 25 августа 1758 — 30 октября 1840) — французский военный деятель, командир эскадрона (1799 год), шевалье (1809 год), участник революционных и наполеоновских войн.

## Биография
Начал военную службу 2 декабря 1778 года в кавалерийском полку Генерал-полковника (с 1 января 1791 года – 1-й кавалерийский полк). 1 марта 1787 года получил звание бригадира, 16 апреля 1792 года – вахмистра, 31 октября 1792 года  –  младший лейтенант. 26 сентября 1792 года был ранен сабельным ударом в голову в бою у Жомона, около Мобёжа, прямо на поле был произведён в младшие лейтенанты (производство подтверждено 31 октября). Сражался в рядах Северной армии при Круа-о-Буа, Жемаппе, Андерлехте и Тирлемоне. 16 сентября 1793 года стал лейтенантом, 11 сентября 1794 года – капитаном. 17 июля 1799 года получил звание командира эскадрона. 28 октября 1799 года был ранен штыком и потерял лошадь в бою у Кони.
В составе 2-й дивизии тяжёлой кавалерии участвовал в кампаниях 1805-07 годов. Отличился при Аустерлице, где был ранен штыком в правый бок и под ним было убито две лошади. Участвовал в знаменитых кавалерийских атаках при Гофе и Эйлау.
8 сентября 1808 года вышел в отставку.

## Титулы
- Шевалье Демонжен и Империи (фр. chevalier Demongin et de l'Empire; патент подтверждён 1 апреля 1809 года)[1].

## Награды
Легионер ордена Почётного легиона (14 июня 1804 года)
 Офицер ордена Почётного легиона (11 июля 1807 года)